# Hoofdreeksster type G

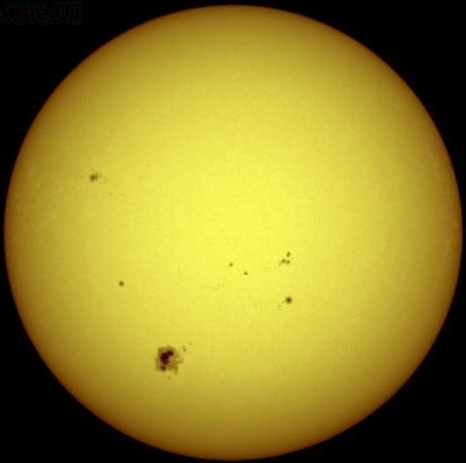
De Zon, een voorbeeld van een type G-hoofdreeksster

Een hoofdreeksster type G, dat wil zeggen een ster met spectraalklasse G die het Hertzsprung-Russelldiagram op de hoofdreeks staat, is een ster van hetzelfde type als de Zon.
De spectraalklasse G is een indicatie van de effectieve temperatuur: 5300 tot 6000 kelvin. Sterren van dit type hebben een levensduur van ongeveer 10 miljard jaar.
G-hoofdreekssterren worden allemaal ingedeeld in de lichtkrachtklasse V. Deze letter komt in de typeaanduiding van afzonderlijke sterren achter de G en een cijfer dat de subklasse aangeeft, bijvoorbeeld G5V voor sterren in de middengroep van de klasse. G0V-sterren zitten dichter bij de spectraalklasse F, verder naar links in het Hertzsprung-Russelldiagram, G9V-sterren dichter bij klasse K.
Als een G-hoofdreeksster alle waterstof in de kern in helium heeft omgezet wordt hij groot en rood: een rode reus. In dit stadium fuseert helium tot koolstof waaruit een reactie volgt waarbij zuurstof gevormd wordt. Uiteindelijk worden de buitenste schillen afgestoten als planetaire nevel en de ster vervolgt zijn leven als witte dwerg. De temperatuur van een jonge witte dwerg is hoog: ongeveer 100.000 K, waarbij hij heel langzaam afkoelt tot een zwarte dwerg.
Soms worden G-hoofdreekssterren zoals de zon gele dwerg genoemd. Dit is om twee redenen verwarrend. Ten eerste zijn G-sterren eigenlijk wit. Onze zon, een typisch voorbeeld van een G-hoofdreeksster, ziet er aan het aardoppervlak geel uit door atmosferische rayleighverstrooiing. Ten tweede is de term "dwerg" onduidelijk. De term wordt gebruikt ter onderscheiding van de reuzen die zich boven de hoofdreeks bevinden in lichtkracht, maar type G-hoofdreekssterren zijn groter en feller dan 90% van de sterren in de melkweg, al is een groot deel van de zwakkere sterren niet met het blote oog zichtbaar, wat het beeld vertekent.

## Voorbeelden van Type G-hoofdreekssterren
- De Zon
- Alpha Centauri A
- Tau Ceti
- Beta Canum Venaticorum
- 61 Ursae Majoris
- Alpha Mensae